# Государственная услуга
Государственная услуга — услуга, предоставляемая для удовлетворения потребностей людей, относящихся к членам того или иного государства. Госуслуги представляются через структуры государственного сектора или через финансирование частных и добровольных организаций.

## Список услуг
В современных развитых странах государственные услуги часто включают:
• Дороги
• Суды
• Образование
• Электричество
• Здравоохранение

## По странам

### Россия
Госуда́рственная услу́га — деятельность в установленных случаях, предоставляемая Правительством России, государственным внебюджетным фондом, исполнительным органом субъекта Российской Федерации, иной организацией при осуществлении государственных функций, определённых Конституцией России, федеральными законами и законами субъектов Российской Федерации, которая осуществляется по запросам заявителей в пределах установленных нормативными правовыми актами Российской Федерации и нормативными правовыми актами субъектов Российской Федерации полномочий органов, предоставляющих государственные услуги.
Муниципа́льная услу́га — деятельность, предоставляемая органом местного самоуправления, по реализации функций органа местного самоуправления, которая осуществляется по запросам заявителей в пределах полномочий органа, предоставляющего муниципальные услуги, по решению вопросов местного значения, установленных в соответствии с Федеральным законом от 6 октября 2003 года № 131-ФЗ «Об общих принципах организации местного самоуправления в Российской Федерации» и уставами муниципальных образований.
Определение государственной и муниципальной услуги впервые появилось в Федеральном законе Российской Федерации от 27 июля 2010 г. N 210-ФЗ «Об организации предоставления государственных и муниципальных услуг».